# Andrija Kaluđerović
Andrija Kaluđerović (5 de julho de 1987) é um futebolista profissional sérvio que atua como atacante.

## Carreira
Andrija Kaluđerović representou a Seleção Sérvia de Futebol, nas Olimpíadas de 2008. 